# Shalom Sechvi

Signature of the artist

Shalom Sechvi (Geburtsname Friedrich Kokotek; * 25. Mai 1928 in Sosnowiec, Polen; † 11. März 2013 in Rischon LeZion) war ein israelischer Maler und Holocaustüberlebender.

## Leben
Shalom Sechvi wurde im polnischen Sosnowiec als Sohn des Künstlers Abraham Kokotek und seiner Ehefrau Haya Kokotek geboren. Seine Kindheit verbrachte er in den Lagern des Holocaust. Er überlebte Lager in Grünberg (Schlesien) und Kittlitzstreben, einem Außenlager von Groß-Rosen. Anschließend reiste er illegal auf dem Einwandererschiff Latrun nach Palästina und begann ein neues Leben im Kibbuz Afikim. In Palästina nahm er seinen heutigen Namen an. Er trat der Hagana bei, war an den Kämpfen im Jordantal beteiligt und begleitete später die Versorgungskonvois nach Jerusalem und dem belagerten Kfar Etzion. Als der letzte Konvoi nach Etzion bei Nebi-Daniel überfallen wurde, wurde er verwundet und kam nach Jerusalem.
Shalom Sechvi lebte und arbeitete in Nes Ziona. In seinen Bildern beschäftigte er sich stark mit dem Holocaust. Viele der Werke waren autobiografisch. Ein anderer Schwerpunkt war die künstlerische Auseinandersetzung mit der hebräischen Schrift. Sein spätes Schaffen ist beeinflusst durch die Begegnung mit dem Malerkollegen Gerhard Jürgen Blum-Kwiatkowski, der ebenfalls aus Polen stammt.
Seine Autobiografie Mein Herz schlägt wieder wurde im November 2011 im Theater Solingen, der Partnerstadt Nes Zionas, uraufgeführt. Das Künstlerkollektiv ARTCORE unter der Schirmherrschaft Günter Lamprechts gestaltete das Live-Hörspiel mit Projektionen von Sechvis autobiografischen Bildern.
Sechvi war verheiratet mit Yaffa Friedman. Er hatte insgesamt vier Kinder. Sein ältester Sohn Avi ist ein bekannter Bühnenbildner in Israel.

## Ausstellungen
- 1976: Galerie Ipanema, Tel Aviv, Israel, (Einzelausstellung)
- 1982: Haus der Kunst, Tel Aviv, Israel, (Einzelausstellung)
- 1989: Chan, Jerusalem, Israel, (Einzelausstellung)
- 1990: Theater und Konzerthaus, Solingen, Deutschland, Collagrafien (Einzelausstellung)
- 1994: Museum Modern Art, Hünfeld, Deutschland, Collagen – Collagrafien – Schriften (Einzelausstellung)
- 2000: Zentrum für Jüdische Kultur, Krakau, Polen, Alef (Einzelausstellung)
- 2003: Rathaus Gauting, Gauting bei München, Deutschland, Grablegung einer Biographie (Einzelausstellung)
- 2003: Stiftung Museum Modern Art Hünfeld – Sammlung Jürgen Blum, Hünfeld, Deutschland, Ein Jahr. 30 Positionen – 30 Räume (Gruppenausstellung)
- 2003: Altana Galerie der Technischen Universität, Dresden, Deutschland, Europa Konkret (Gruppenausstellung)
- 2007: BWA Lublin, Lublin, Polen, Words – Forms – Meditations (Gruppenausstellung)
- 2007: Hipp Halle, Gmunden, Österreich, Die Intelligible Gewaltlose Kunst (Gruppenausstellung)
- 2011: Theater und Konzerthaus, Solingen, Deutschland, Collagen (Einzelausstellung)

## Zitate
„Seit ich denken kann, habe ich immer gemalt. Malunterricht nahm ich erst als Erwachsener, weil ich vorher wegen des Holocaust keine Gelegenheit dazu hatte.“

## Veröffentlichungen
- Mein Herz schlägt wieder. Custos Verlag, Solingen 2012, ISBN 978-3-943195-08-8.